# RK Metalurg Skopje
RK Metalurg Skopje (HC Metalurg Skopje) ( Macedonisch : РК Металург Скопје) is een handbalclub uit Skopje.

## Geschiedenis
De club werd opgericht in 1971, nadat medewerkers uit de staalfabriek van Skopje een handbalteam wouden oprichten. Nikola Bogdanovski stelde het plan voor aan het bestuur van de fabriek. Zo is RK Metalurg Skopje ontstaan. In 1993 had Metalurg haar officiële debuut in Europa tegen het Belgische HC Herstal Luik. Metalurg doet regelmatig mee aan de EHF Champions League. Metalurg schreef geschiedenis door in het seizoen 2012-2013 de kwartfinale te halen van de EHF Champions League, als eerste Macedonische club ooit.

## Prijzen

### Nationaal
- Macedonisch kampioen (5) : 2006, 2008, 2010, 2011, 2012
- Macedonian Handball Cup (5) : 2006, 2007, 2010, 2011, 2013